# 乐和
乐和，小说《水浒传》中人物，茅州（今江蘇丹陽）人，聪明伶俐，善奏乐演唱。因其姐嫁与孙立为妻，乐和凭借这层关系作了登州城监狱的小牢子。解珍、解宝兄弟被毛太公陷害入狱后，乐和联系孙立、孙新、顾大嫂等救出解家兄弟，一同上了梁山。受招安后，在讨方腊前被王都尉调走，留守京都。

## 影视形象
- 2011年版《水浒传》：賀賢威
- 2014年電視劇《神醫安道全》：施丹江